# Fairy Heatlie
Barry "Fairy" Heatlie (Worcester, 25 de abril de 1872 — Ciudad del Cabo, 19 de agosto de 1951) fue un jugador sudafricano de rugby que se desempeñó como segunda línea.
Heatlie jugó con los Springboks y con los Pumas siendo capitán de ambos equipos; además, eligió el color verde para la camiseta de su seleccionado natal. Por sus contribuciones al deporte, desde 2009 es miembro del World Rugby Salón de la Fama.

## Biografía
En Sudáfrica jugó para Western Province desde 1890 a 1905, siendo su capitán desde 1894. Con 33 años en 1905, debió emigrar a Argentina por una crisis económica que atravesaba su familia y no regresó a su país sino recién hasta 20 años después, en 1925.
Falleció a la edad de 79 años producto de un accidente de tránsito en 1951.

## Selección nacional
Enfrentó a los British and Irish Lions cuando éstos llegaron por primera vez al país en 1891 (Heatlie jugó dos test–matches), cinco años después los Lions regresaron de gira (jugó un solo test–match) y por último en la histórica gira de 1903 donde lideró la primera victoria africana contra los europeos.
En Argentina jugó en Lomas Athletic Club e integró la recién creada selección nacional para enfrentar a los Lions en su Gira simultánea.